# 李适の乱
李适の乱（イ・クァルのらん）は、1624年（仁祖2年）に李适が仁祖を王位から降ろし興安君李瑅を擁立するために起こした反乱。仁祖反正の功績に不満を抱いた李适が反乱を起こそうとするという密告を受け、やむを得ず乱を起こして都の漢陽まで陥落させた。李氏朝鮮の内乱としては、初めて王を都から避難させた乱でもある。その後、官軍により鎮圧された
。

## 背景
李适は1622年（光海君14年）に咸鏡道の兵馬節度使（県監）に任命され、任地へ去る準備をしていたときに親交があった申景裕の誘いで光海君を追い出し、新王擁立計画に加担することになった。そうして1623年4月11日に西人派の主導で起きた反正から光海君を廃位し、仁祖を即位させるのに功績を立てた。しかし、大きな手柄を立てたのにもかかわらず李适は二等功臣に本録されるにとどめた。さらに、平安の兵馬節度使に任命され、中央から遠ざかったことで不満が大きかった。そんな中、李适が韓明璉・奇益献・鄭忠信・李時言らと共に「逆心を抱いている」という文晦らの密告があった。鄭忠信が謀反に関与したという主張は虚偽であったことが明らかになったが、朝廷では李适の更迭を願う気流が強かった。これにより、仁祖は李适の息子の李栴を召還して尋問することに決めた。

## 反乱
1624年3月11日、李适は韓明璉・奇益献などと共に朝廷の使者を殺し、寧辺で1万2000人の将校らを率いて反乱を起こした。反乱軍は平壌に駐屯している都元帥張晩の官軍を避け、黄海道を迂回して漢城へ南下した。
李适は黄州で鄭忠信と南以興の部隊を撃破し、礼成江上流で遭遇した黄海道防衛使の李重老も戦死させた。
3月26日、李适軍に開城が陥落したという報告を受けると、仁祖と朝廷はその夜漢城を放棄し、水原・天安を経て忠清道公州へ避難した。
3月29日、李适軍は漢城に入城し、景福宮旧址に駐屯しながら宣祖の十男の興安君李瑅を王として擁立した。一方、李适は捕虜となった風天副士朴栄臣が「協力しない」と頑なに主張すると李适は朴栄臣を惨殺した。
しかし、鄭忠信率いる官軍が漢城郊外から迎撃して戦勢は急速に逆転した。李适は部隊を二つに分け、張晩と林慶業の部隊を包囲して攻撃したが、敗北した。その後、光熙門から出て京畿道広州に向かっていたところ、張晩・南以興などが率いる官軍の追撃により完全に散らばっており、この過程で鄭澈の婿であり、広州牧使の林檜が殺された。
逃げていた李适は4月1日、李栴・韓明璉と共に部下の奇益献・李守白に殺害された。これにより反乱は鎮圧され、李适が王として擁立した興安君李瑅は王子の身分であるにもかかわらず処刑された。